# Téphrochronologie
La téphrochronologie ou téphrachronologie (du grec τέφρα — cendres, χρόνος, "chrono" auquel est ajouté le suffixe "-logie", du grec ancien λόγος, "logos", "parole") est un procédé reposant sur la datation des tephras dans les sédiments ; c'est-à-dire des dépôts pyroclastiques (ou éjectas) expulsés lors d'éruptions volcaniques, autour du cratère lors d'une nuée ardente, ou qui retombent après avoir été transportés de quelques kilomètres à plusieurs centaines, depuis leur lieu d'émission via les courants atmosphériques de la troposphère.

## Caractéristiques et utilisation
Le problème est que certaines tephras provenant d'éruptions différentes ont une composition minéralogique proche et, par conséquent, perturbent le travail de datation. Un autre problème est de déterminer l'ère (et l'aire) d'extension d'une retombée.

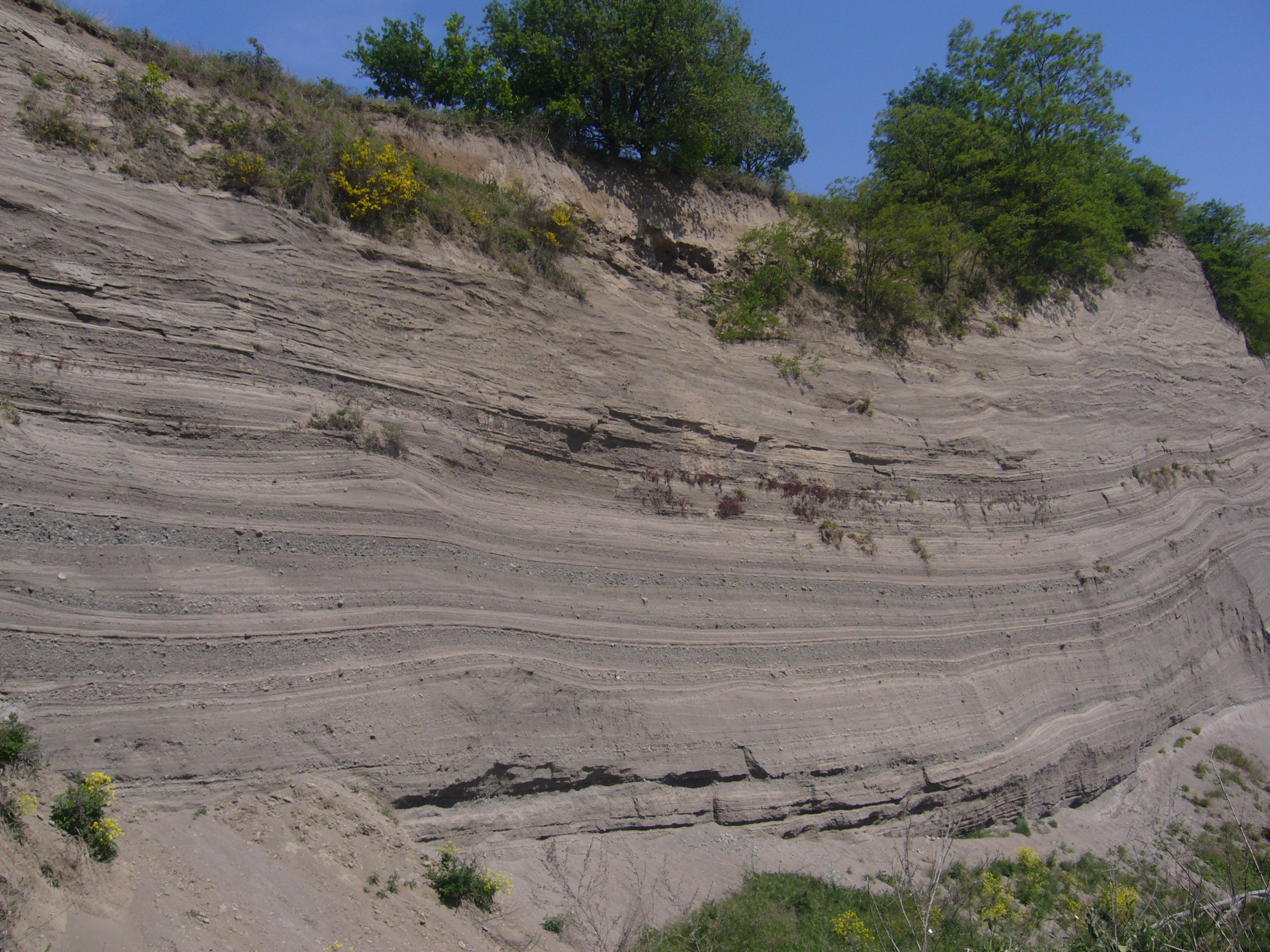
Dépôts de l'éruption du Laacher See

Ce procédé est principalement utilisé en stratigraphie pour la datation, les dépôts de cendres étant isochrones.

### Applications à l'archéologie
La téphrochronologie a été utilisée pour clore le débat scientifique sur la datation du premier peuplement humain de l'histoire de l'Islande grâce à des sites archéologiques situés en dessous du téphra (is) Landnám daté de 877±1 et que ce peuplement s'est rapidement étendu étant donné la distribution de sites archéologiques au-dessus du Landnám mais en dessous des téphras (is)Eldgjá (939) et V-Sv (938 ± 6).
Le premier peuplement de la Nouvelle Zélande a également pu être étudié par cette méthode.